# كابوسيلي
كابوسيلي، (بالإنجليزية: Caposele)‏، (الإيطالية:Capussela)، هي بلدة و(بلدية) في مقاطعة أفيلينو، كامبانيا، إيطاليا. تضررت المدينة بشدة من زلزال أربينيا عام 1980.

## السكان
في سنة 1861 بلغ عدد السكان 4٬034 نسمة، وتطور العدد ليصل في سنة 2011 لـ 3٬537 نسمة.
يظهر هذا المخطط البياني تطور النمو السكاني لـ كابوسيلي